# Siège de Chandax
Guerres arabo-byzantines
Batailles
- Mu'tah (629)
- Ajnadayn (634)
- Damas (634)
- Fahl (635)
- Yarmouk (636)
- Jérusalem (636-637)

- Héliopolis (640)
- Nikiou (646)

- Sufétula (647)
- Tahouda (683)
- Mammès (688)
- Carthage (698)
- Oued Nini (698)

- 1re Constantinople (674-678)
- Sébastopolis (692)
- Tyane (~708)
- 2e Constantinople (717-718)
- Andrinople (718)
- Nicée (727)
- Akroinon (740)

- Kamacha (766)
- Invasion de l'Asie Mineure (782)
- Kopidnadon (788)
- Krasos (804)
- Invasion de l'Asie Mineure (806)
- Anzen (838)
- Amorium (838)
- Mauropotamos (844)
- Poson (863)
- Bathys Ryax (872 ou 878)

- Syracuse (877-878)
- Stelai ou 1re Milazzo (880)
- 2e Milazzo (888)
- Taormine (902)
- Garigliano (915)
- Détroit (965)
- Georges Maniakès en Sicile (1038-1040)

- Phœnix de Lycie (655)
- Keramaia (746)
- Conquête musulmane de la Crête (années 820)
- Damiette (853)
- Raguse (866-868)
- Kardia (~872-873)
- Golfe de Corinthe (~873)
- Céphalonie (880)
- Chalcis (~883)
- Thessalonique (904)

- Portes ciliciennes (878)
- Campagnes de Jean Kourkouas (926-944)
- Marach (953)
- Raban (958)
- Andrassos (960)
- Campagnes de Nicéphore II Phocas (956-969)
- Chandax (960-961)
- Alexandrette (971)
- Campagnes de Jean Tzimiskès (~950-975)
- Gués de l'Oronte (994)
- Alep (994-995)
- Apamée (998)
- Campagnes de Basile II (979-999)
- Azâz (1030)

Le siège de Chandax (Candie puis Héraklion)  en 960-961, est le point culminant de la campagne byzantine de reconquête de l'île de Crète, alors siège de l'émirat de Crète depuis les années 820. Il met un terme à plusieurs tentatives de reprendre l'île aux Arabes, dont la première remonte à 827. La prise de Candie est menée à bien par Nicéphore Phocas, qui devient empereur quelque temps après sa victoire. La campagne en elle-même s'étend de l'automne 960 au printemps 961. Son issue victorieuse est une réussite de première importance pour les Byzantins, qui retrouvent le contrôle du littoral de la mer Égée, dès lors que celle-ci est moins exposée aux raids des pirates musulmans, évoluant souvent depuis la Crète.

## Toile de fond: une île musulmane
L'île de Crète est prise par les Arabes en 824, à la suite d'une intervention d'exilés en provenance d'Al-Andalus. Ils y fondent l'Émirat de Crète. Les Byzantins lancent plusieurs expéditions pour reprendre le contrôle de l'île, sans succès. Dans le même temps, les Arabes se fortifient à Chandax, sur la côte nord. Ce bastion devient la capitale de l'émirat. Pour les Byzantins, cette perte est un revers d'ampleur car elle livre la mer Égée aux visées des pirates musulmans, qui peuvent dès lors mener des raids à proximité directe de Constantinople. En plus des pirates crétois, d'autres viennent du Levant et peuvent profiter de l'île comme d'une base avancée, à l'image des actions entreprises par Léon de Tripoli lors du sac de Thessalonique en 904, quand 20 000 prisonniers sont vendus comme esclaves en Crète. 
En 842-843, le régent byzantin Théoctiste le Logothète lance la première grande expédition pour reprendre l'île. Dans un premier temps, elle est fructueuse car le Taktikon Uspensky mentionne un stratège du thème de Crète, laissant apparaître une reprise au moins partielle de ce territoire. Toutefois, Théoctiste doit finalement abandonner son entreprise et les troupes restantes sont vaincues par les Arabes,. Au cours du printemps 866, le régent Bardas désire aussi reprendre l'île mais il est assassiné juste avant le départ de la flotte. En 911, 177 navires conduits par l'amiral Himérios échouent à s'emparer de la Crète, de même que l'expédition de Constantin Gongylès qui comprend 128 embarcations. En dépit de l'importance des ressources concentrées, ces deux tentatives sont des désastres. Selon Christos Makrypoulias, ces revers s'expliquent par des contraintes de ravitaillement aggravées par la stratégie d'usure menée par les Arabes. Rapidement, il apparaît que le contrôle de Chandax est déterminant pour espérer reprendre l'île, ce qui nécessite de mener un siège en territoire ennemi et donc de pouvoir compter sur un ravitaillement constant depuis le continent. En face, les Arabes peuvent attendre l'affaiblissement de leurs adversaires pour lancer une contre-attaque victorieuse. 
L'empereur Constantin VII Porphyrogénète désire rapidement effacer le désastre de 949 et prépare une nouvelle expédition. Toutefois, il décède en 959 et c'est son successeur, Romain II qui entreprend de reconquérir l'île. Il est vivement soutenu par Joseph Bringas, son principal ministre, qui l'incite à nommer le domestique des Scholes d'Orient, Nicéphore Phocas, à la tête de l'armée. Celui-ci s'est en effet distingué par ses qualités dans les guerres contre les Arabes en Asie Mineure. Phocas mobilise l'armée byzantine d'Anatolie et rassemble une force de 50 000 hommes, 27 000 rameurs et 308 navires de transport au sud d'Éphèse. Cette armada est plus importance que les précédentes et une telle mobilisation s'explique par la stabilité relative qui règne sur la frontière orientale à la suite des succès byzantins, ainsi qu'à la trêve durable avec les Bulgares en Europe. Selon Léon le Diacre, la flotte comprend de nombreux dromons équipés de feu grégeois.

## Débarquement et premiers affrontements
Arrivés sur le rivage, les Byzantins déploient des rampes pour débarquer rapidement et en bon ordre. Théophane Continué et Théodose le Diacre rapportent que les Byzantins ne rencontrent tout d'abord aucune résistance. En revanche, Léon le Diacre écrit que les Musulmans attendent les Byzantins sur la côte. Quoi qu'il en soit, Nicéphore organise rapidement ses troupes en ordre de bataille. L'armée est divisée en trois sections puis charge les Arabes, qui sont rapidement dispersés. Contraints de se replier dans leur forteresse de Chandax, ils ont souffert de lourdes pertes. Quant à la cité en elle-même, Léon le Diacre la décrit comme très bien fortifiée, grâce en partie à ses atouts naturels. 
Les récits de Léon et de Théodose laissent apparaître que Nicéphore souhaite prendre Chandax par la force. Toutefois, confronté à un échec, il se résout à un siège, construisant un camp fortifié face à la cité dont il fait le blocus grâce à sa flotte. Selon Léon, Phocas ordonne au général Nicéphore Pastilas (pt), le stratège du thème des Thracésiens qui s'est illustré dans les guerres contre les Arabes en Orient, de rassembler une petite troupe pour lancer un raid dans l'arrière-pays crétois et récupérer des provisions. Rapidement, Nicéphore Pastilas se rend compte que l'île est relativement sûre, lui permettant de se fournir en nourriture et en vin. Les Arabes restent en retrait et observent les actions des Byzantins depuis les hauteurs. Selon Léon le Diacre, les Arabes se mettent en ordre de marche alors que les Byzantins mangent et boivent sans retenue, ce qui ne les aurait pas empêché de combattre vaillamment jusqu'à ce que Nicéphore Pastilas, atteint de plusieurs traits, ne meure au combat. Cette perte provoque l'effondrement des Byzantins dont seul un petit nombre peut rallier Nicéphore Phocas et l'informer de la déroute. 

## Le siège
À la nouvelle de la perte de son bataillon de reconnaissance, Phocas décide de renforcer le siège de Chandax. Il inspecte les murs de la forteresse dont il constate la solidité. Par conséquent, il ordonne la construction d'un mur entourant complètement Chandax pour l'isoler du reste de l'île. En outre, le général byzantin décide de sécuriser ses arrières pour éviter un nouveau revers. Il envoie un groupe de jeunes soldats en dehors du camp en pleine nuit pour faire des prisonniers, qui révèlent que des renforts approchent, au nombre de 40 000 selon Léon le Diacre. Nicéphore Phocas permet à ses hommes de se reposer toute la journée durant pour n'attaquer qu'à la nuit tombée. Sans se faire repérer, il encercle le camp adverse avant de sonner la charge, qui prend complètement au dépourvu les Musulmans. 
Nicéphore Phocas fait trancher les têtes des soldats ennemis tués et les emmène avec son armée devant les murs de Chandax. Le lendemain, il les fait empaler à la vue des assiégés et en projette d'autres par-dessus les murs, pour affaiblir leur moral. Pour autant, les Musulmans repoussent un assaut, démontrant leur volonté de résistance. Phocas utilise alors ses archers et ses armes de siège pour couvrir une approche à l'aide d'échelles destinées à escalader les murailles. Là encore, l'assaut est un échec, en partie du fait du manque de précision des armes de jet qui atteignent les échelles brandies contre les remparts. Alors que l'hiver approche, Phocas décide de mettre un terme aux attaques et ordonne à ses ingénieurs de construire de nouvelles armes de siège. 

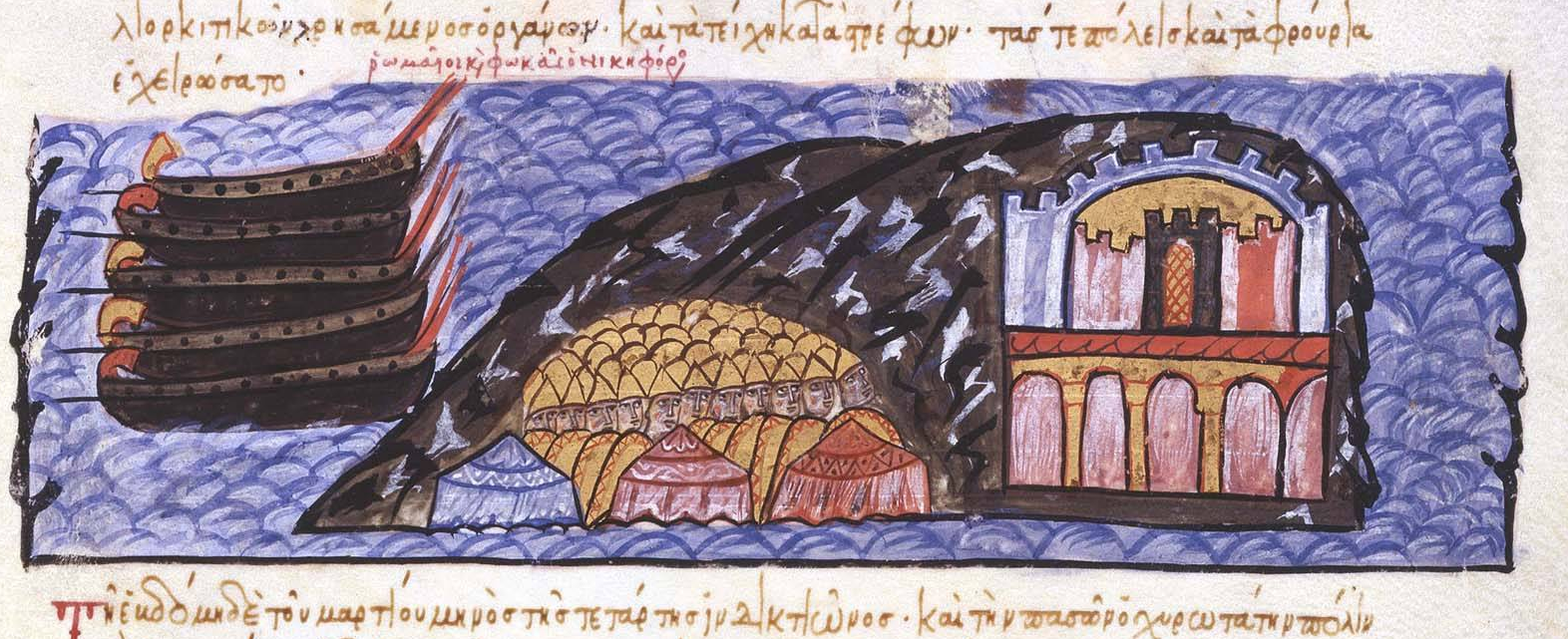
Le siège de Chandax représenté dans la Chronique de Skylitzès de Madrid.

Dans le même temps, Abd-al-Aziz, l'émir de Crète, appelle à l'aide les autres dirigeants musulmans, dont le calife fatimide Al-Muizz li-Dîn Allah, qui lui répond par une fin de non-recevoir. 
Le deuxième assaut sur Chandax intervient en mars 961. Les Byzantins utilisent avec force leurs armes de siège, sans parvenir à pénétrer à l'intérieur des murailles. En outre, les Arabes parviennent à se tenir à distance des archers adverses. Phocas décide alors d'engager un bélier comme feinte. Alors que les Arabes se concentrent sur cette nouvelle menace, des mineurs creusent sous les murailles pour y positionner du matériel explosif et inflammable aux points les plus vulnérables. C'est un franc succès et un large pan des remparts s'effondre, permettant aux Byzantins de pénétrer et de submerger la forteresse. Les Arabes tentent de former une nouvelle ligne de défense mais la situation est désespérée, ils sont mis en déroute et doivent fuir à travers les rues. Pendant trois jours, la cité de Chandax est mise à sac.